# Blanca Toledano
Blanca Toledano Laut (3 novembre 2000) è una nuotatrice artistica spagnola.

## Palmarès
- Giochi olimpici

Parigi 2024: bronzo nella gara a squadre.
- Mondiali

Gwangju 2019: bronzo nel team highlights
Budapest 2022: bronzo nel team highlights
Fukuoka 2023: oro nella gara a squadre (programma tecnico)
Doha 2024: argento nella gara a squadre (programma tecnico)
- Europei

Glasgow 2018: bronzo nella gara a squadre libero combinato
Budapest 2020: bronzo nella gara a squadre (programma tecnico)
Belgrado 2024: oro nella gara a squadre (programma tecnico)
- Giochi europei

Cracovia 2023: oro nella gara a squadre programma tecnico e nella gara a squadra programma libero

### Coppa del Mondo
- 3 podi:
  - 1 vittoria (1 nella gara a squadre)
  - 1 secondo posto (1 nella gara a squadre)
  - 1 terzo posto (1 nella gara a squadre)

#### Coppa del mondo - vittorie
| Data          | Luogo  | Paese  | Disciplina   |
| ------------- | ------ | ------ | ------------ |
| 2 giugno 2023 | Oviedo | Spagna | Team tecnico |